# 1. armada (Kraljevina Madžarska)
Za druge 1. armade glejte 1. armada.
1. armada je bila ena izmed treh armad Kraljeve madžarske kopenske vojske med drugo svetovno vojno.

## Zgodovina
1. armada je bila ustanovljena 1. marca 1940. Armada je sodelovala pri aneksiji Transilvanije in v bojih leta 1944.

## Organizacija
30. maj 1941
- poveljstvo
- 1. korpus
- 2. korpus
- 3. korpus

30. april 1945
- poveljstvo
- 3. nadomestna divizija
- 3. korpus

## Poveljstvo
Poveljnik
- Generalpodpolkovnik Vilmos Nagy (1. marec 1940 – 1. februar 1941)
- Generalpodpolkovnik István Schweitzer (1. februar 1941 – 1. avgust 1942)
- Generalpodpolkovnik István Náday (1. avgust 1942 – 1. april 1944)
- Generalpodpolkovnik Géza Lakatos (1. april 1944 – 15. maj 1944)
- Generalpodpolkovnik Károly Beregfy (15. maj 1944 – 1. avgust 1944)
- Generalpodpolkovnik Béla Dálnoki Miklós (1. avgust 1944 – 16. oktober 1944)
- Generalpodpolkovnik Dezső László (16. oktober 1944 – 8. maj 1945)